# Nat Sanders
Nat Sanders (New London, 8 de agosto de 1980) é um editor estadunidense. Graduado em Cinema pela Universidade do Estado da Flórida, tornou-se conhecido por trabalhar em Short Term 12 (2013), que lhe rendeu a conquista do Independent Spirit Award.

## Filmografia
- Medicine for Melancholy (2008)
- Humpday (2009)
- The Freebie (2010)
- On the Ice (2011)
- Your Sister's Sister (2011)
- The Do-Deca-Pentathlon (2012)
- Short Term 12 (2013)
- Laggies (2014)
- Moonlight (2016)